# Sanaa Gamil
Sanaa Gamil (سناء جميل), née Soraya Youssef Attallah  (ثريا يوسف عطالله) le 27 avril 1930 et morte le 22 décembre 2002, est une actrice égyptienne d’origine copte, très populaire dans les années 1960 et 1970.

## Biographie
De son vrai nom Soraya Youssef Attallah, Sanaa Gamil est née dans une famille copte de Haute-Égypte, le 27 avril 1930. Son enfance est déjà mystérieuse. Ses parents la confient comme pensionnaire à l’âge de 9 ans aux responsables d'un grand établissement scolaire du Caire, après voir réglé les frais de la scolarisation et de pensionnat jusqu’à la fin de ses études. C'est dans ce pensionnat qu'elle découvre le théâtre et se passionne pour l'interprétation. Elle y apprend aussi la langue française, qu'elle maîtrise parfaitement.
Elle traverse ensuite une période difficile. Elle est aidée par des personnalités du monde du spectacle égyptien, notamment l'acteur devenu directeur de théâtre, Zaki Tolaymat, et adopte son nom de scène, Sanaa Gamil. Quelques rôles au théâtre, au cinéma et à la télévision lui permettent d'acquérir une notoriété. Elle incarne notamment en 1960 le rôle de Néfissa dans une réalisation cinématographique de Salah Abou Seif, Bedaya wa Nehaya (titre traduit en français par Commencement et fin, mais aussi par Mort parmi les vivants) . Amina Rizk y joue sa mère et Omar Sharif y interprète son premier rôle majeur. Le film s'appuie sur un roman de Naguib Mahfouz (qui sera prix Nobel de littérature en 1988), et est consacré à la pauvreté, l’hypocrisie et l’oppression sociale. Le personnage de Néfissa est une jeune fille qui se prostitue pour aider son frère à terminer ses études et devenir officier. Ce rôle avait été proposé à Faten Hamama mais refusé par elle, avant d'être accepté avec joie par Sanaa Gamil,.
Elle épouse dans ces mêmes années 1960 le journaliste et écrivain égyptien Louis Greiss, qui découvre dans les préparatifs du mariage qu'elle est chrétienne comme lui.
Elle enchaîne ensuite les rôles au cinéma, mais aussi dans plusieurs séries télévisées, comme Taer El-Bahr, avec Salah Zulfikar, et comme Oyoun, avec Fouad el-Mohandes, et dans des pièces de théâtre,. Sa parfaite maîtrise du français lui permet d'interpréter certaines pièces en français et en égyptien, sur les scènes de ces pays respectifs, comme La Danse de mort, d'August Strindberg, adaptée par Marguerite Duras, interprétée aux côtés de l'acteur franco-égyptien Gamil Ratib, et mise en scène par Jean-Pierre Laruy.

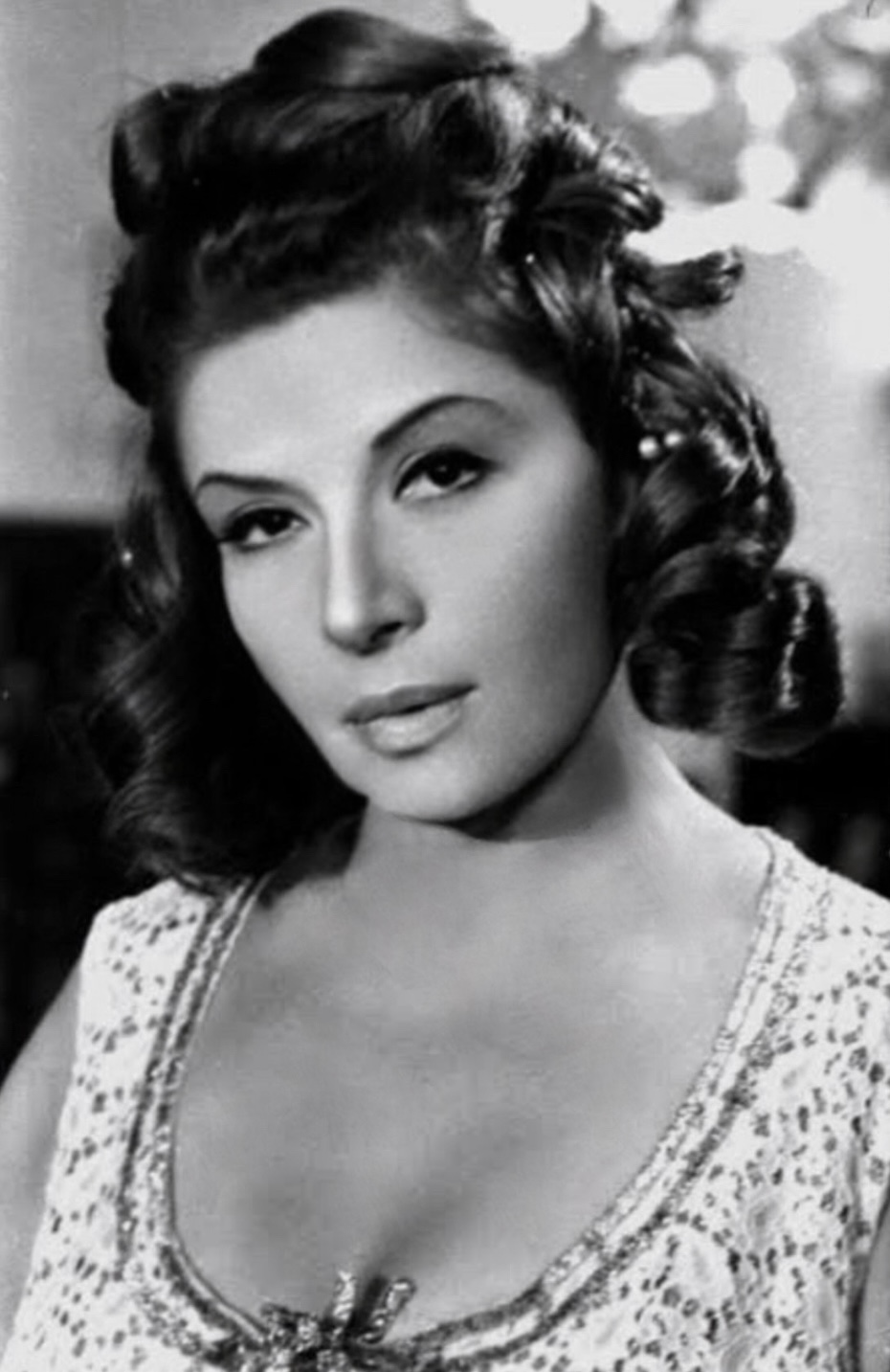
Sanaa Gamil en 1968

Dans les années 1970, elle est considérée comme une des plus grandes comédiennes de théâtre et de télévision du Proche-Orient, avec Samiha Ayoub.
Elle meurt en décembre 2002. Un documentaire est réalisé sur elle en 2016 par Rogina Bassaly (ar), intitulé L’Histoire de Sanaa, et donnant largement la parole à son époux Louis Greiss, qui lui a survécu et meurt en 2018.